# Val Plattas

Val Plattas (oberer Teil im Schatten) unter dem Medelsergletscher; Aufnahme von Walter Mittelholzer von 1923

Das Val Plattas ist ein rechtes Seitental des Val Medel im schweizerischen Kanton Graubünden.
Das Tal liegt auf dem Gebiet der Gemeinde Medel (Lucmagn) und wird von Süden nach Nord-Nordwest vom Rein da Plattas durchflossen. Der Bach wird vom Medelsergletscher gespeist und mündet am unteren Talende bei Curaglia in den Rein da Medel. Den südlichen Abschluss bildet der Piz Medel (3210 m ü. M.). Im Westen trennt der Piz Ault (2470 m) das Tal vom Val Medel. Im Osten erheben sich der Piz Muraun (2896 m) und südlich davon der Piz Caschleglia (2935 m).

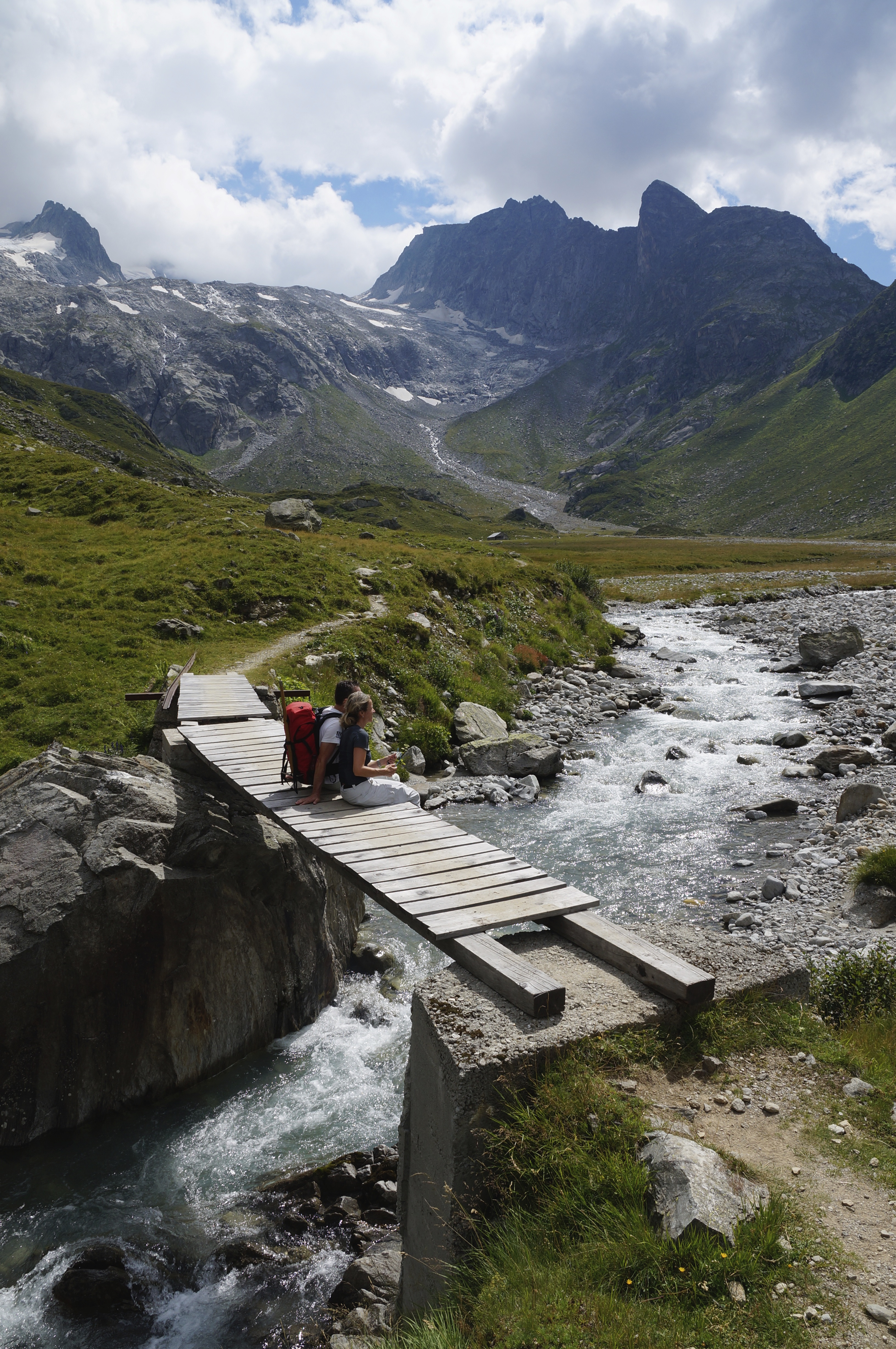
Alp Sura

Im unteren Teil des Tals befinden sich mehrere kleine Weiler, Soliva (1492 m) am Nordhang über dem Talausgang, Biscuolm (1543 m) mit einer kleinen Kapelle, die Alp Gliarauns (1507 m) und Pardatsch (1621 m). Sie sind alle mit Fahrwegen erschlossen. Die weiter südlich gelegene Alp Sura (1982 m) ist nur zu Fuss erreichbar. Das beliebte Wanderziel Medelserhütte (2524 m) befindet sich über der Alp Sura östlich bei der Fuorcla da Lavaz, dem Übergang ins Val Lavaz und ins Val Sumvitg. Ein westlicher Übergang von der Alp Sura ins Medelsertal ist die Fuorcla dalla Buora (2292 m) südlich des Piz Ault, die nach Fuorns führt. Die Ebene der Alp Sura ist zumindest teilweise im Bundesinventar der Auengebiete von nationaler Bedeutung (als Gletschervorfeld) und im Bundesinventar der Flachmoore von nationaler Bedeutung verzeichnet. Ein beträchtlicher Teil des Val Plattas gehört zudem zum im Bundesinventar der Landschaften und Naturdenkmäler von nationaler Bedeutung verzeichneten Schutzgebiet Greina-Piz Medel (seit 1996). Teile des Tals sind zudem Jagdbanngebiet und Wildruhezone.